# Acanthocalycium klimpelianum
Acanthocalycium klimpelianum là một loài thực vật có hoa trong họ Cactaceae. Loài này được (Weidlich & Werderm.) Backeb. mô tả khoa học đầu tiên năm 1935.

## Hình ảnh

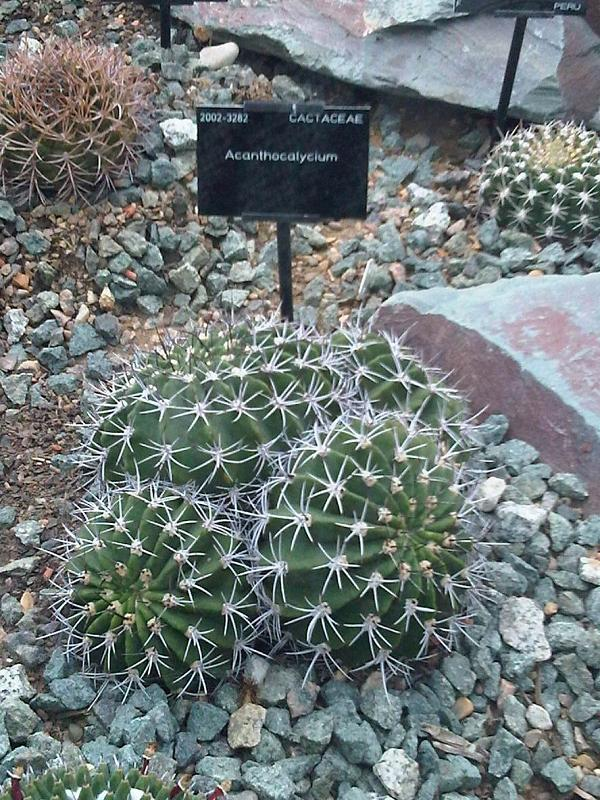